# Don't Say Goodbye (理查德·艾斯利歌曲)
是由史塔克·艾特肯·瓦特爾曼製作的歌曲，收錄在理查德·艾斯利於1987年發行的專輯《每當你孤獨時》。雖然有人認為它是由Pete Waterman Entertainment與RCA唱片在全球發行的歌曲，但是它在1988年晚期只有在義大利發行。

## 曲目列表
義大利黑膠唱片單曲
1. "Don't Say Goodbye"（Latin Rascal 重混）
2. "My Arms Keep Missing You"（Pete Waterman Entertainment浩室音乐混音）
3. "Rick Astley 浩室音乐 Megamix（英语：Megamix）"